# Lolei

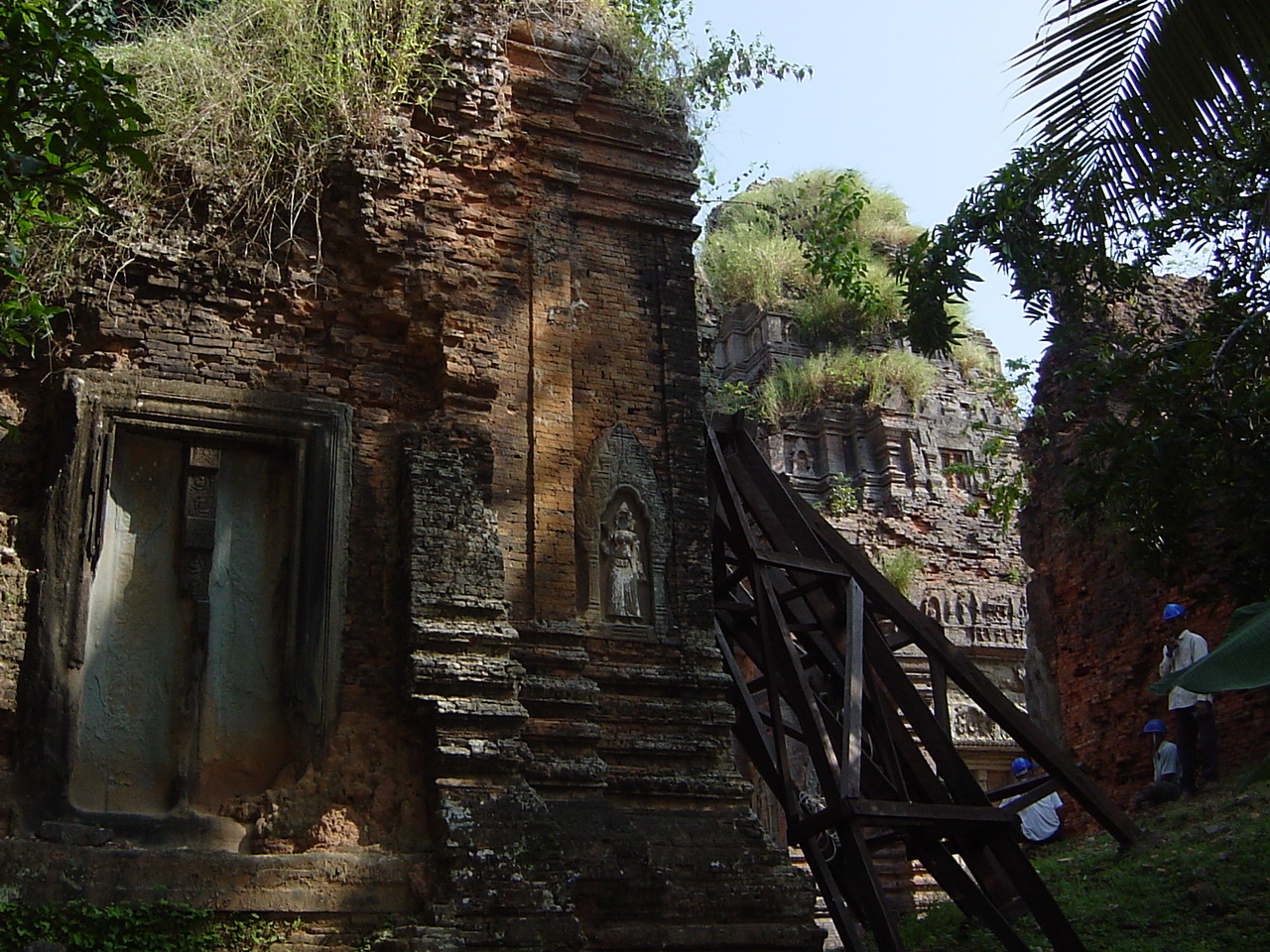
Lolei

Lolei

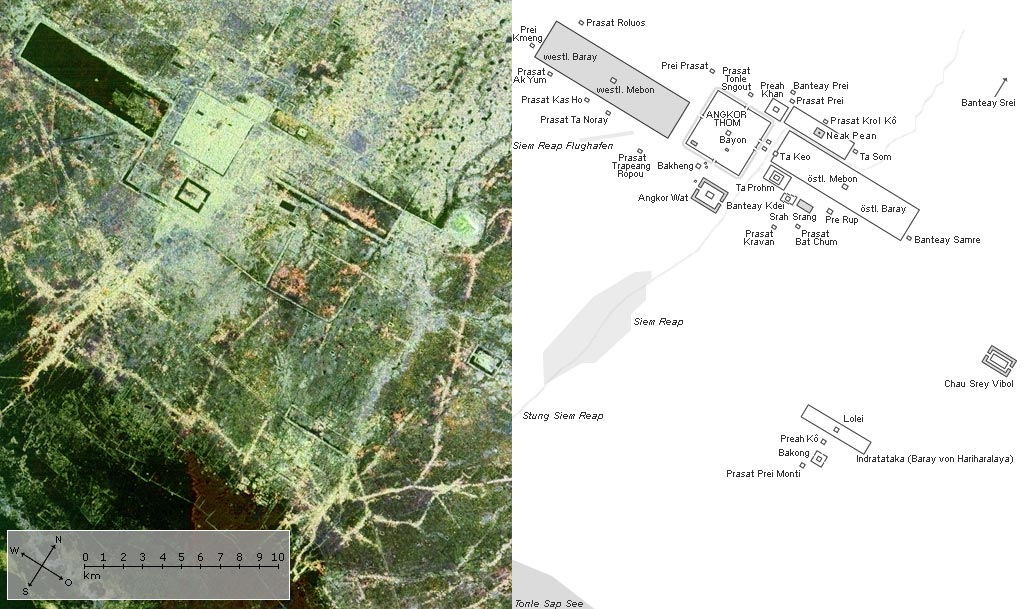
Satellitenaufnahme und Lageplan der Bauten in Angkor

Lolei (Khmer: ប្រាសាទលលៃ) ist eine Tempelanlage in der Region Angkor, dem historischen Zentrum des Khmer-Königreiches Kambuja. Sie liegt in der kambodschanischen Provinz Siem Reap rund 12 km östlich der Stadt Siem Reap. Zusammen mit den Tempeln Preah Ko und Bakong wird Lolei der, nach dem nahegelegenen Dorf Roluos benannten, „Roluos-Gruppe“ zugerechnet. Der Name Lolei ist möglicherweise eine verkürzte Form von Hariharalaya, des Namens der damaligen Hauptstadt des Königreiches, die im Gebiet des heutigen Dorfes Roluos lag.

## Geschichte und Bedeutung
Lolei wurde während der Regentschaft von König Yasovarman I. errichtet und gemäß einer Inschrift auf einer Stele am 8. Juli 893 eingeweiht. Gewidmet war er dem Andenken an König Indravarman I., den Vater Yasovarmans I., und weiteren Vorfahren des Königs.
Ursprünglich lag das Bauwerk auf einer flachen künstlichen Insel von 90 mal 80 Metern inmitten des Indratataka, eines aufgestauten Wasserbeckens (khmer: Baray) mit einer Länge von 3800 m und einer Breite von 800 m, der heute ausgetrocknet ist. Der Bau dieses Wasserreservoirs wurde während der Herrschaft von König Indravarman I. begonnen und weitgehend abgeschlossen. Unter Yasovarman I., der die Hauptstadt von Hariharalaya etwa 15 Kilometer weiter nordwestlich um den Phnom Bakheng (khmer: Phnom bedeutet Berg) verlegte, wurde der nördliche Damm des Indratataka fertiggestellt und schließlich der Tempel Lolei, als nördlichster und letzter der großen Tempel der Roluos-Gruppe, auf der Insel inmitten des Wasserbeckens errichtet.
Das zentrale Heiligtum besteht aus vier Turmbauten (Prasat) mit quadratischen Grundflächen von 6 Metern Seitenlänge in zwei Reihen. Im Gegensatz zu den sechs Tempeltürmen des Preah Ko, denen die des Lolei im Stil gleichen, sind diese vier auf der Fläche des Tempelareals leicht asymmetrisch angeordnet, was darauf hindeutet, dass hier ursprünglich noch zwei weitere geplant waren.
Die Türme wurden großteils aus Lehmziegeln errichtet. Teile der Fassaden, wie die blinden Türen (aus Stein gemeißelte geschlossene Tore), Türrahmen, Stürze, Giebel und Reliefs, die Götter- und (Wächter-)Dämonenfiguren aus der hinduistischen Mythologie darstellen, wurden aus Sandstein gemeißelt.
Heute sind von den vier Türmen nur noch zwei weitgehend erhalten, einer ist halb verfallen und der Vierte stürzte im Jahr 1968 ein. Ende 2012 erfolgten Bauarbeiten zur Restaurierung dieses Turms. Die äußere umgebende Mauer der Anlage mit ihren vier Gopurams, die das Tempelareal vom umgebenden Wasser abgrenzte, ist praktisch zur Gänze verfallen.
Auf dem Areal befindet sich heute eine buddhistische Klosteranlage.